# Parque de Quevedo (León)
El parque de Quevedo es un parque urbano español de 48 042 m² situado en el barrio de El Crucero, en la ciudad de León. Su entrada principal se encuentra ubicada en la avenida de Quevedo, existiendo otras cuatro entradas localizadas, dos en la avenida de la Magdalena y otras dos en la calle Riosol. En cada una de las entradas están señalizado los horarios de invierno, verano, teléfonos de interés, así como recomendaciones y prohibiciones para todas los usuarios de este parque.

## Historia

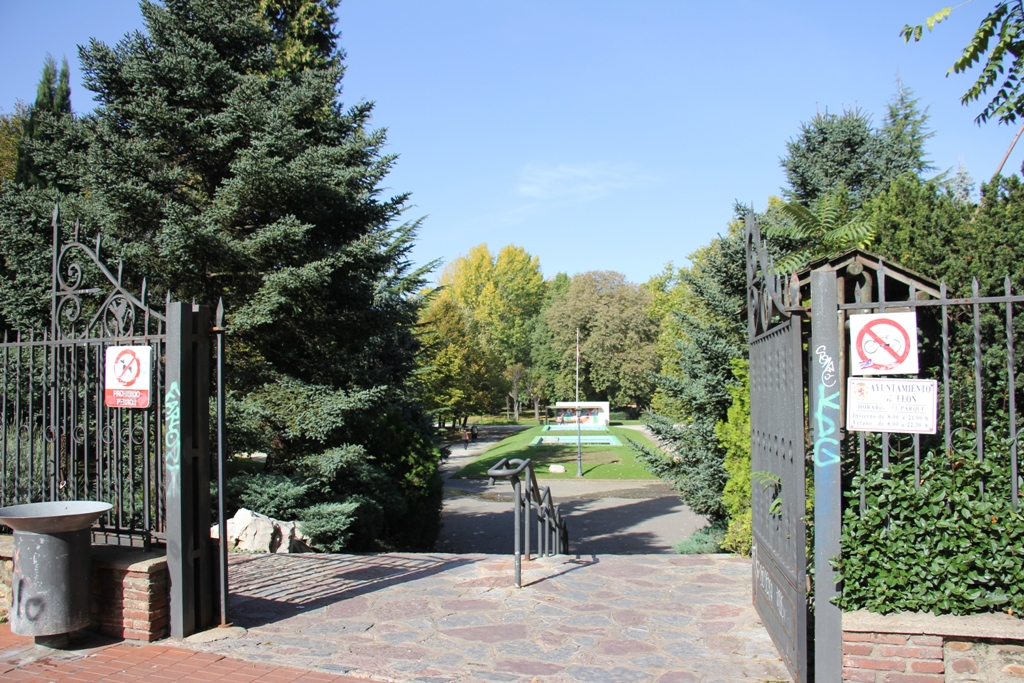
Entrada principal

Antes de su apertura como parque público, el espacio que hoy ocupa el parque de Quevedo, era un vivero del Ministerio de Obras Públicas. Fue inaugurado como parque municipal, el 12 de mayo de 1984, siendo regidor de León, Juan Morano Masa, realizándose posteriormente numerosas reformas y mejoras hasta llegar al estado actual.
El nombre de Quevedo, lo recibe de la avenida junto a la cual se ubica, avenida de Quevedo, en honor al escritor español del Siglo de Oro, del cual recibe su nombre y que en el año 1639 fue detenido permaneciendo preso en el convento de San Marcos, actual parador de turismo, ubicado a orillas del Río Bernesga, en la margen opuesta a la del parque.
El parque alberga en su interior una estatua del famoso poeta y escritor Francisco de Quevedo y Villegas.

## Flora

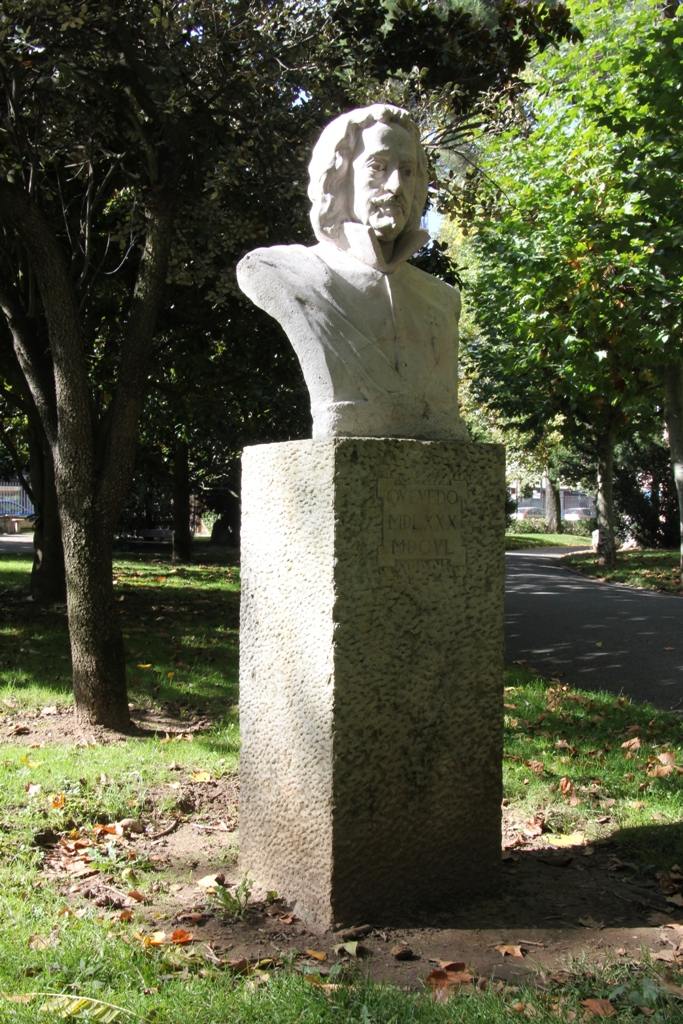
Estatua de Quevedo

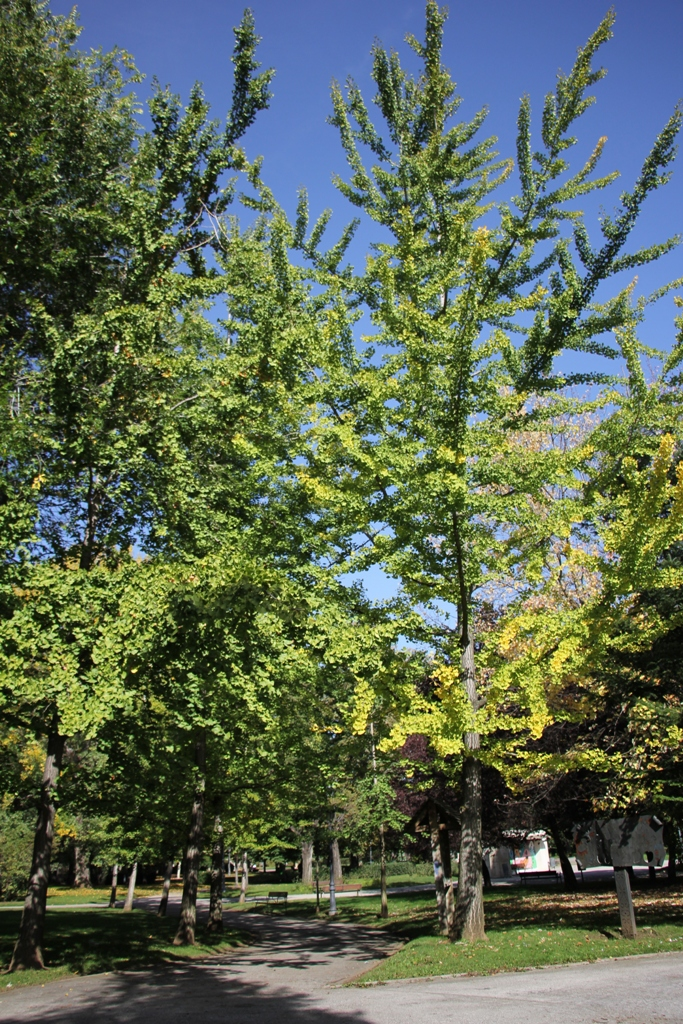
Ginkgoo

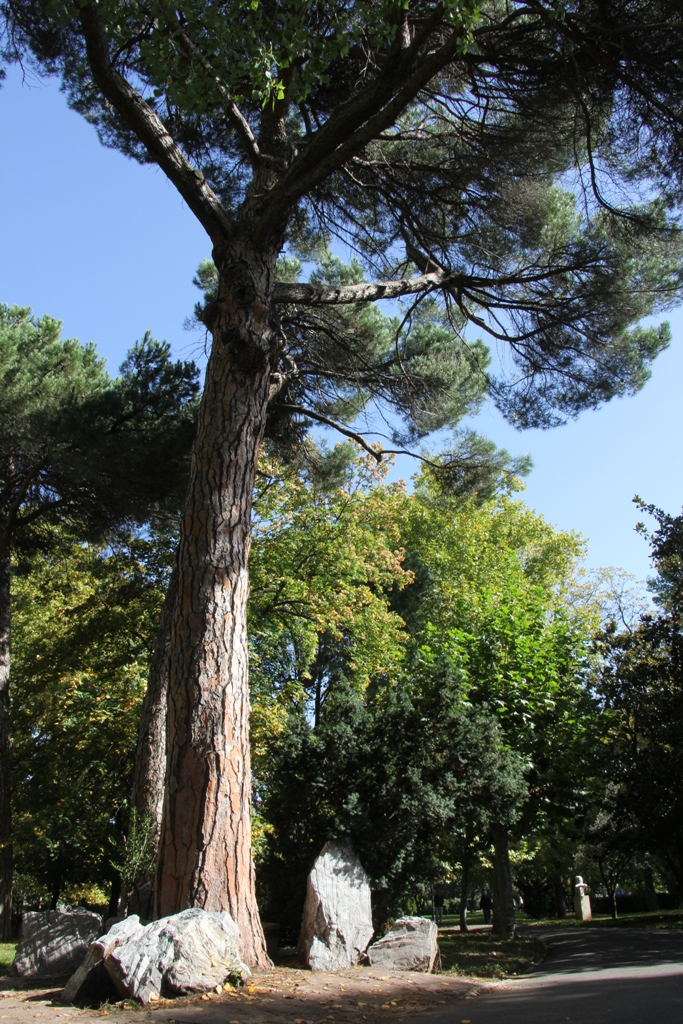
Pino piñonero

En la entrada  de la puerta principal, existe un cartel con un plano esquemático del parque, donde aparecen enumeradas todas las especies arbóreas existentes y su ubicación. 
En el paseo que está al pie del talud que salva el desnivel existente entre la avenida de Quevedo y el parque, existe información sobre un itinerario botánico. Este itinerario discurre por casi la totalidad del parque y a lo largo del mismo, se sitúan una serie de carteles informativos que hacen referencia a 19 especies arbóreas de las 69 existentes. En ellos se encuentra gran cantidad de información a cerca de estos ejemplares tan significativos de la flora presente. Las 19 especies son las siguientes: acacia de tres espinas, roble melojo, abedul, chopo lombardo, sauce llorón, plátano de sombra, palmera de Fortune, magnolio, ciprés de Lawson, aligustre, ciruelo de Pissard, arce negundo, arce platanoide, pino piñonero, ciprés común, castaño de Indias, ginkgo, cedro del Himalaya, tilo común. 
En la actualidad tras la actuación llevada a cabo a primeros del año 2019, estos carteles que se indican en el párrafo anterior han sido eliminados, quedando constancia en esta página de fotografía donde se puede ver el plano esquemático, donde se detallan las especies arbóreas existentes.
Al pie de un pino piñonero de gran envergadura se encuentra  una roca tallada, como homenaje y recuerdo de los niños de León, a Félix Rodríguez de la Fuente.

## Fauna

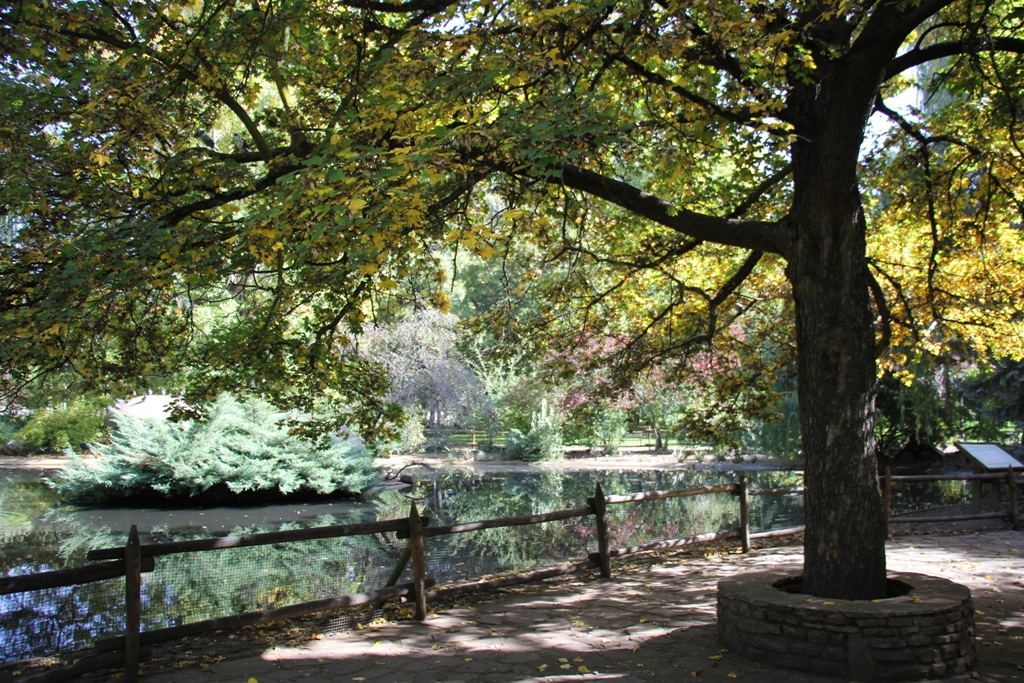
Estanque

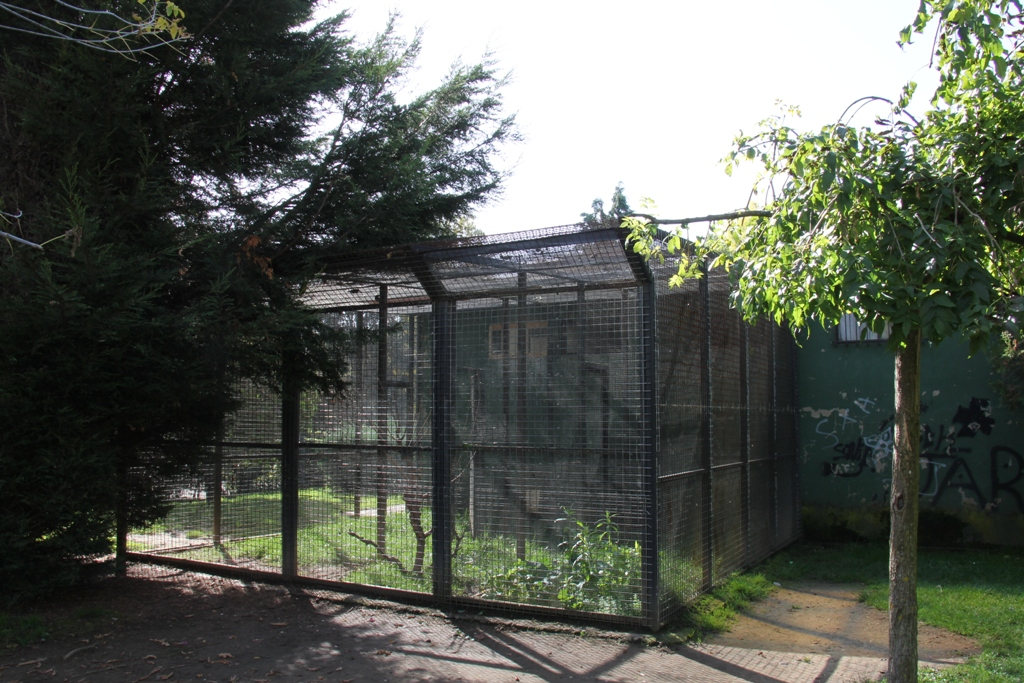
Jaulas de la asociación Ornitológica Leonesa

En el talud al que se hace referencia en el apartado anterior, existe una pequeña cascada de agua, que alimenta un estanque cercado, donde se pueden ver una gran variedad de aves. Estas son: ánade real, pato colorado, cerceta común, ánade silbón, porrón común, pavo real, pintada o gallina de África, gallos, gallinas.

Animales del parque
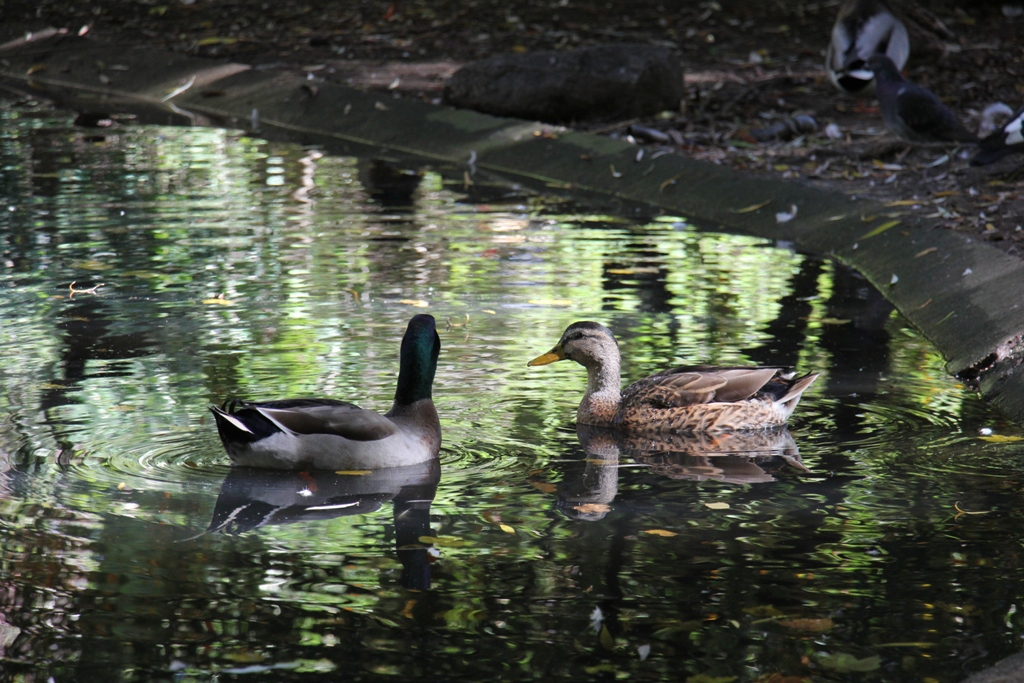
Pareja de ánade real
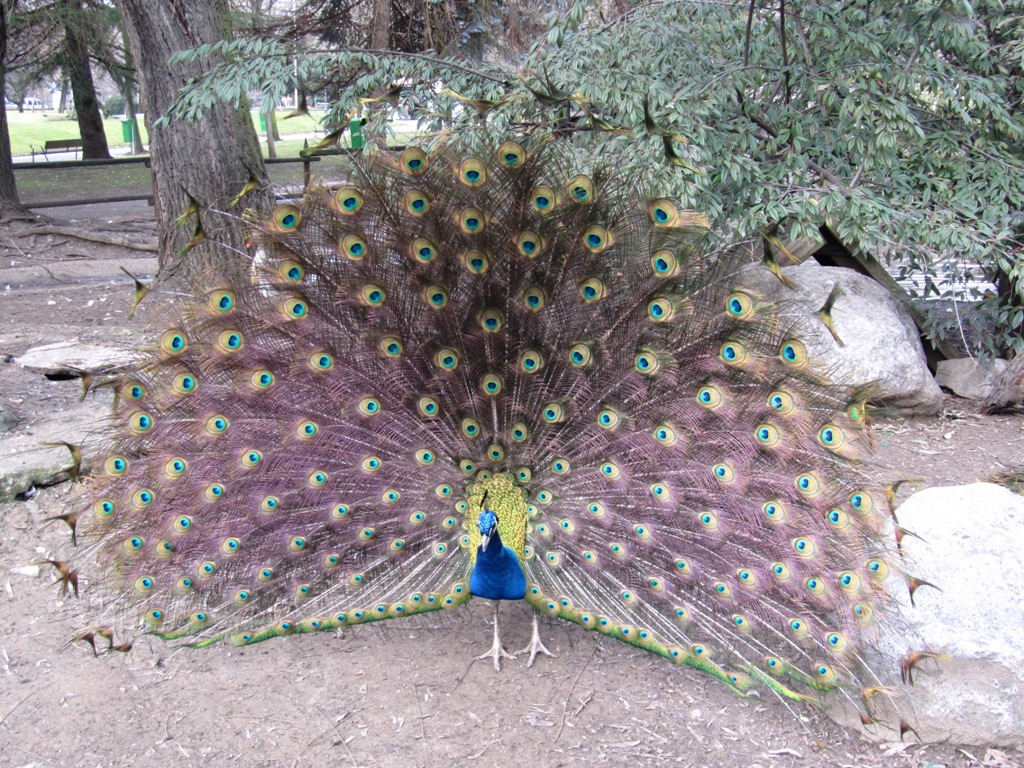
Pavo real macho
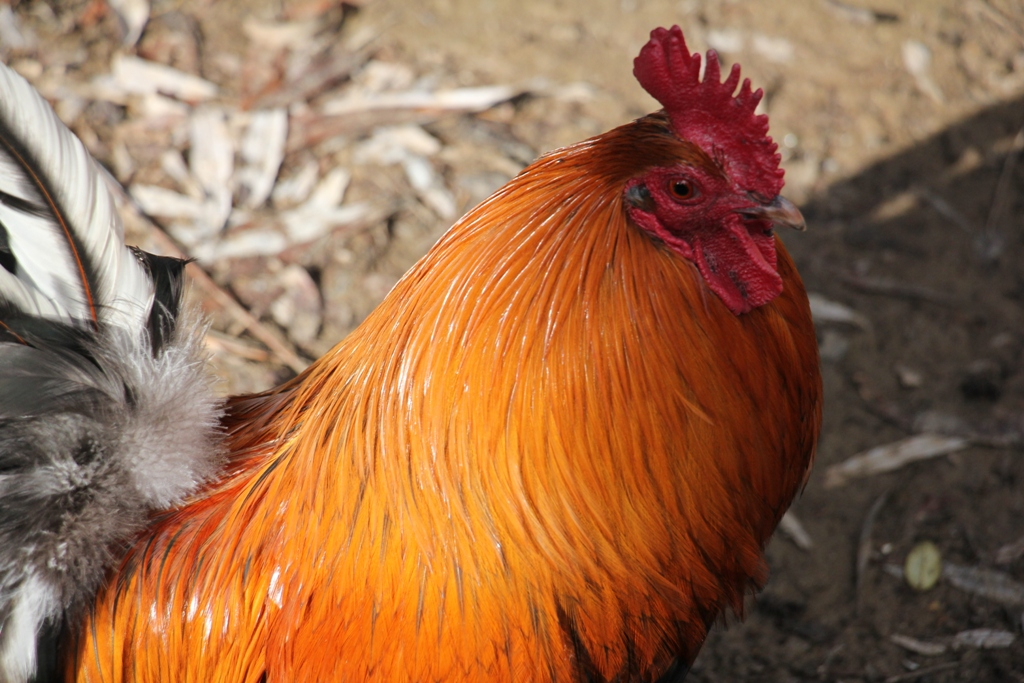
Gallo indio
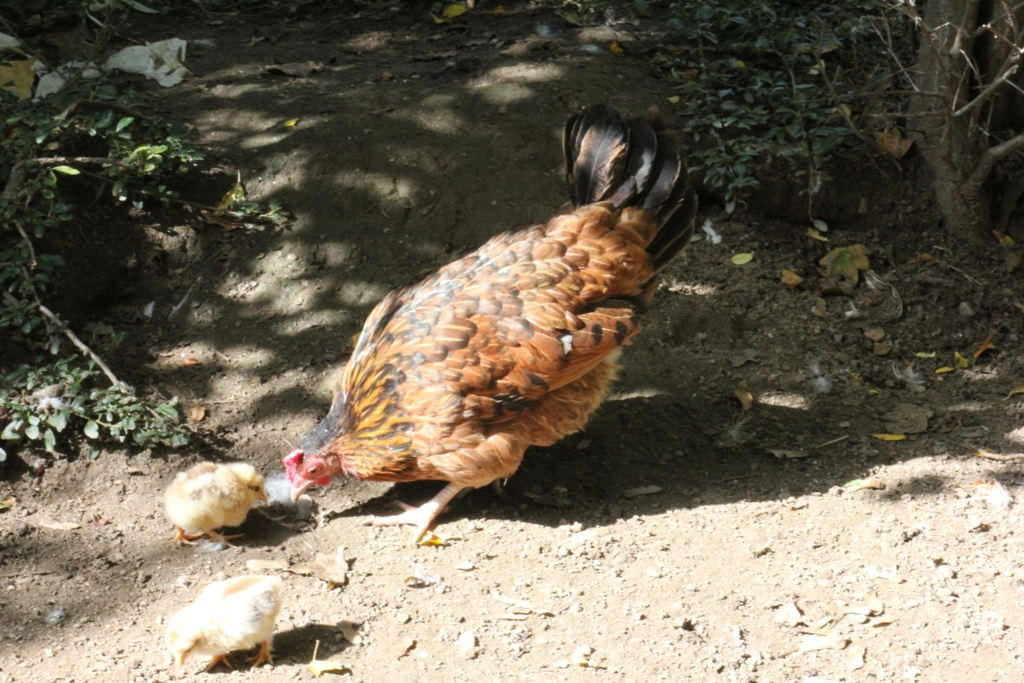
Gallina con sus polluelos

Existe una edificación dentro del parque, donde la asociación Ornitológica Leonesa tiene algunas especies, que se pueden visualizar en las jaulas ubicadas en la parte posterior de este edificio.
Dentro de la actuación llevada a cabo a principios del 2019 se han incorporado carteles nuevos donde se fijan dos posibles rutas circulares de 524 y 652 m respectivamente.

## Otras zonas de interés

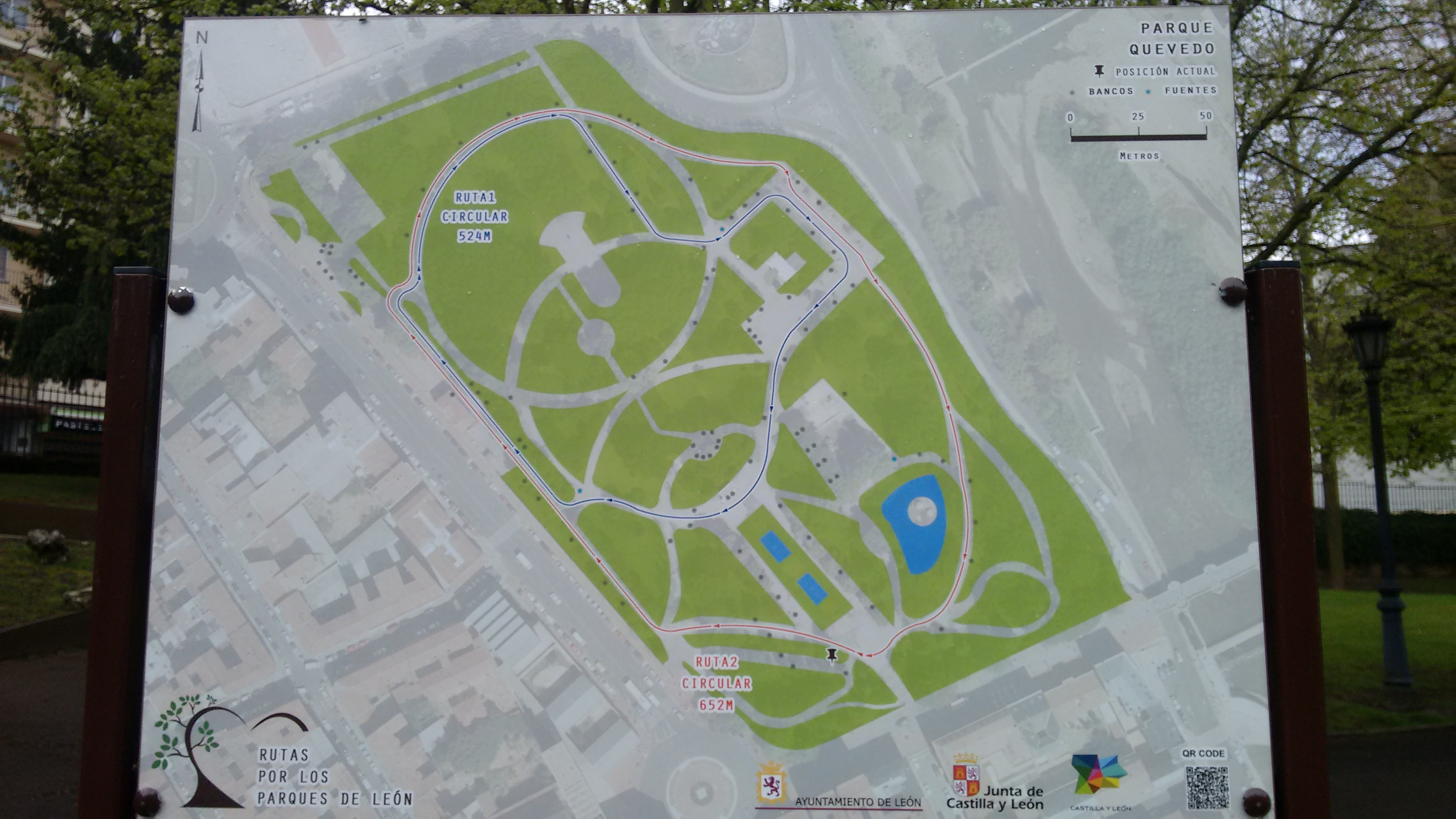
Cartel con rutas

Existen zonas de ocio para pequeños y adolescentes, un templete de música donde en verano se celebran conciertos, zonas de reunión bajo los árboles. 

Vistas del parque
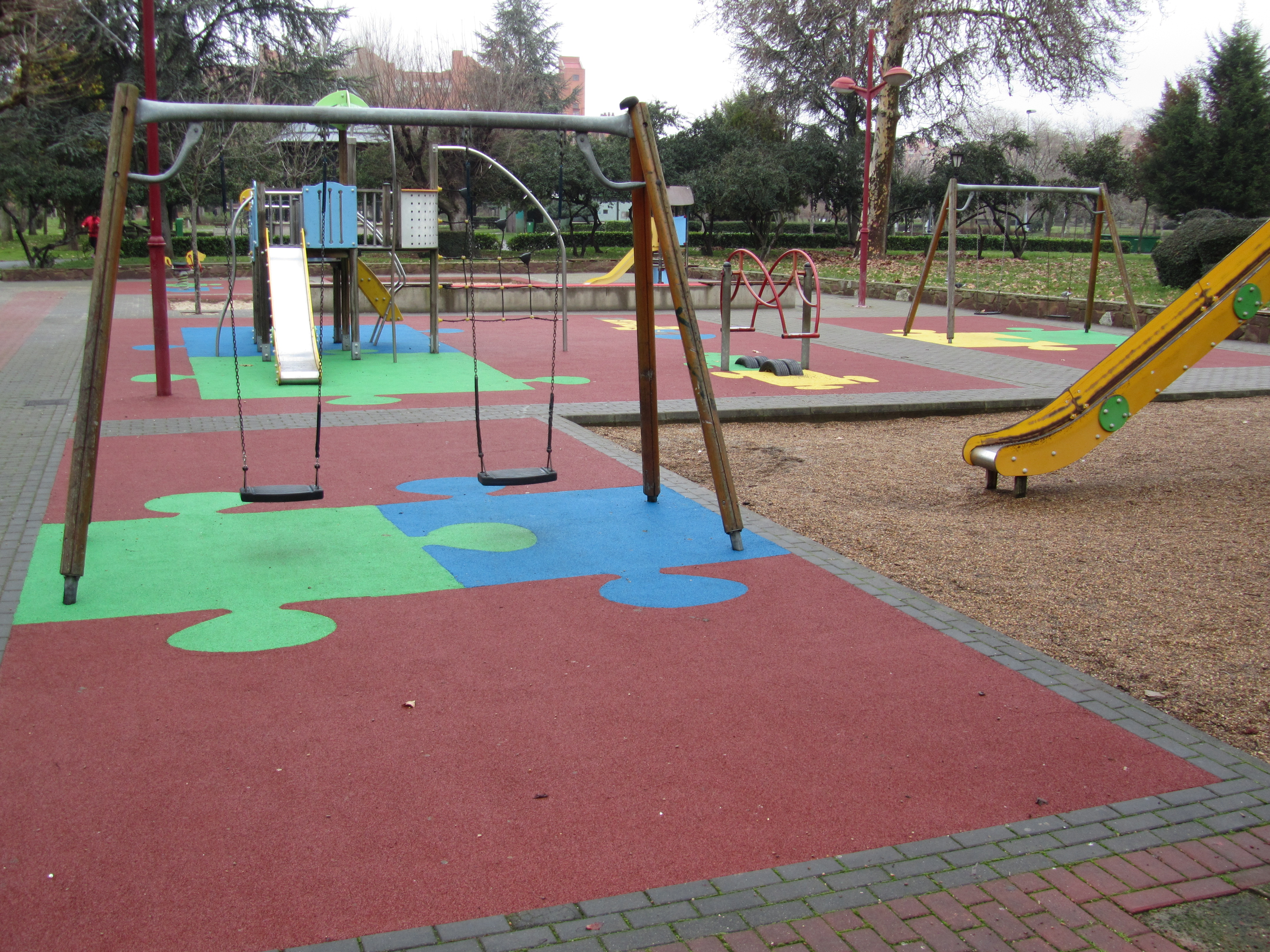
Zona de juegos infantiles, cercana al estanque de patos
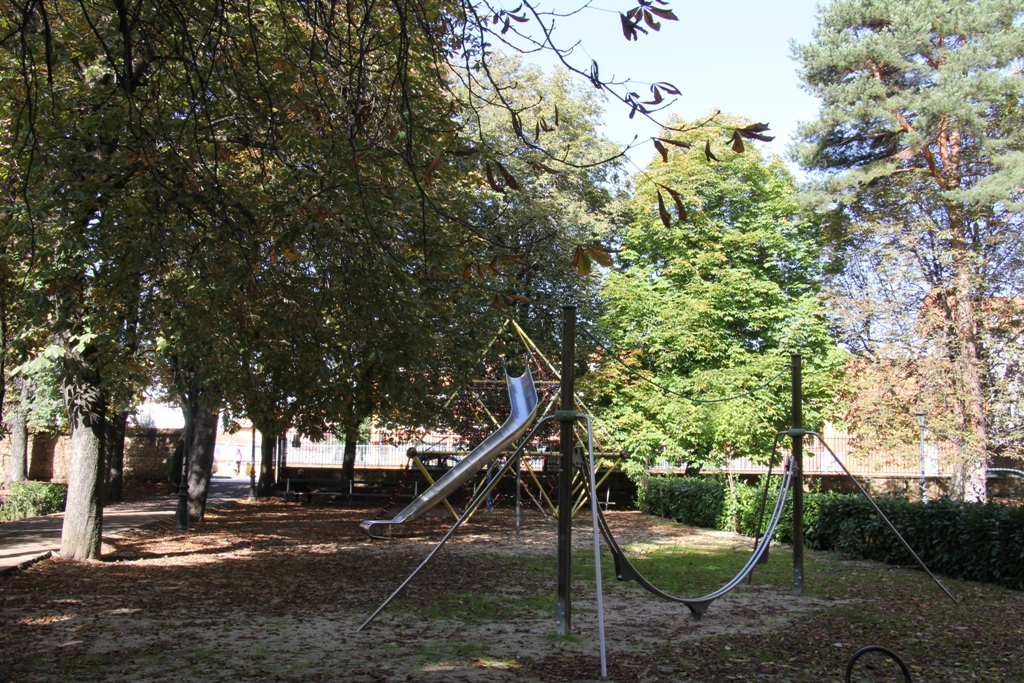
Zona de ocio
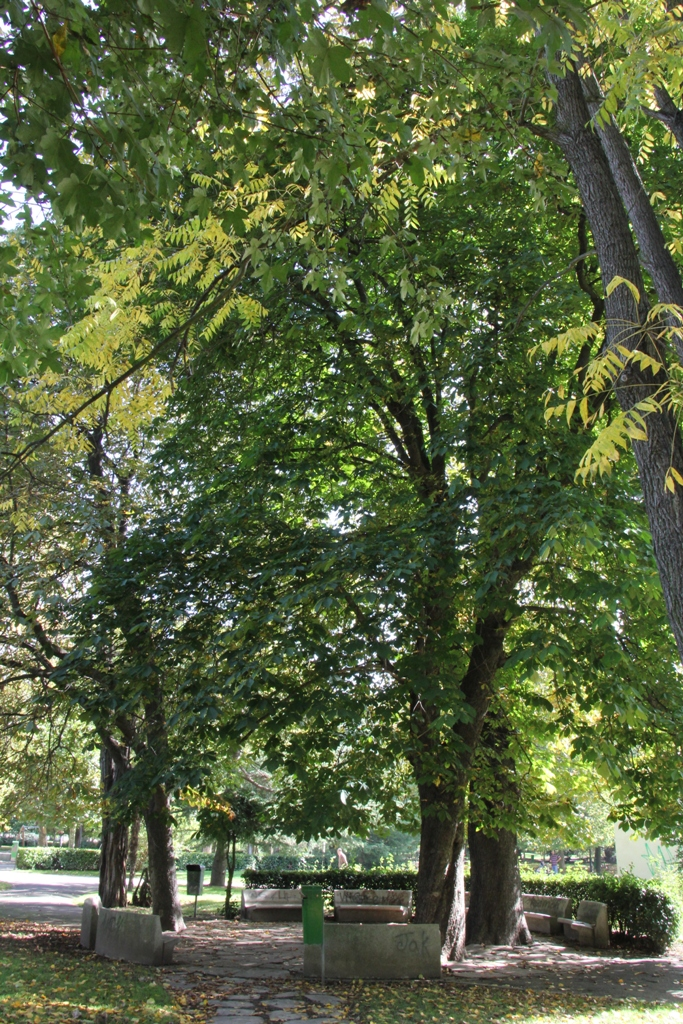
Zona de reunión bajo castaños de Indias
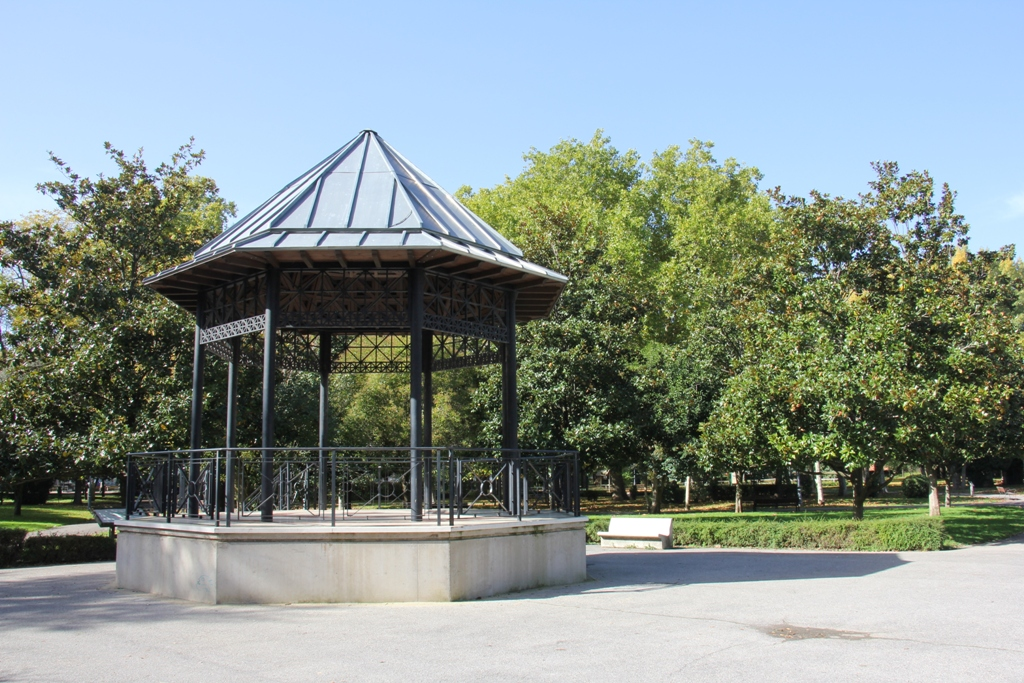
Templete de música
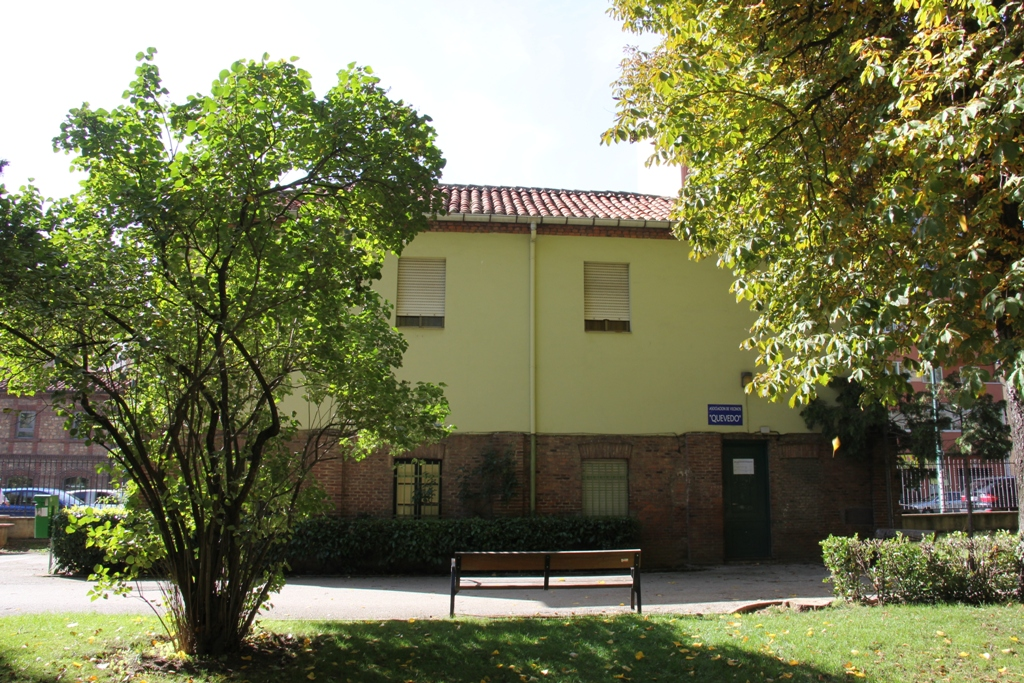
Asociación de vecinos Quevedo
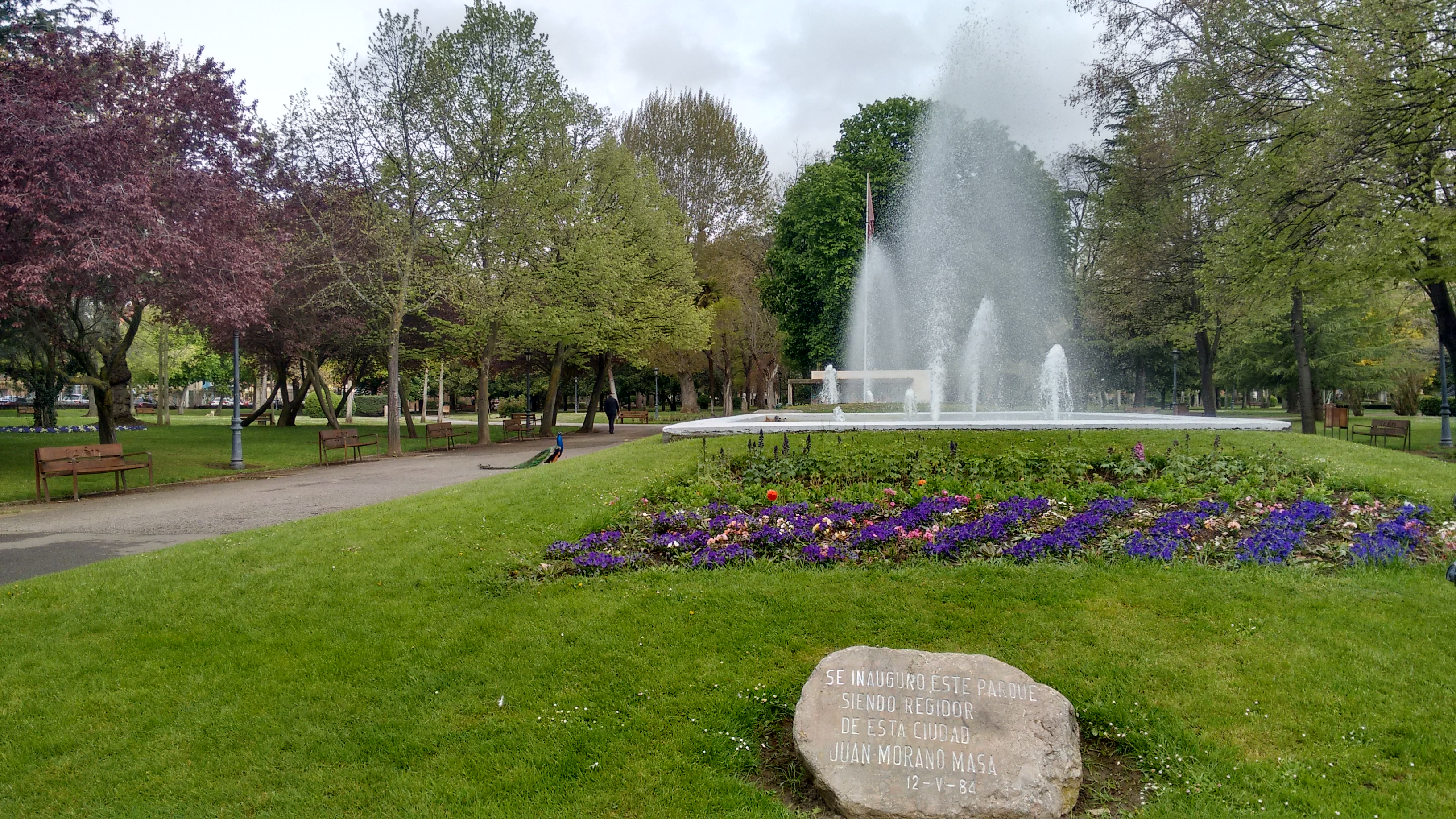
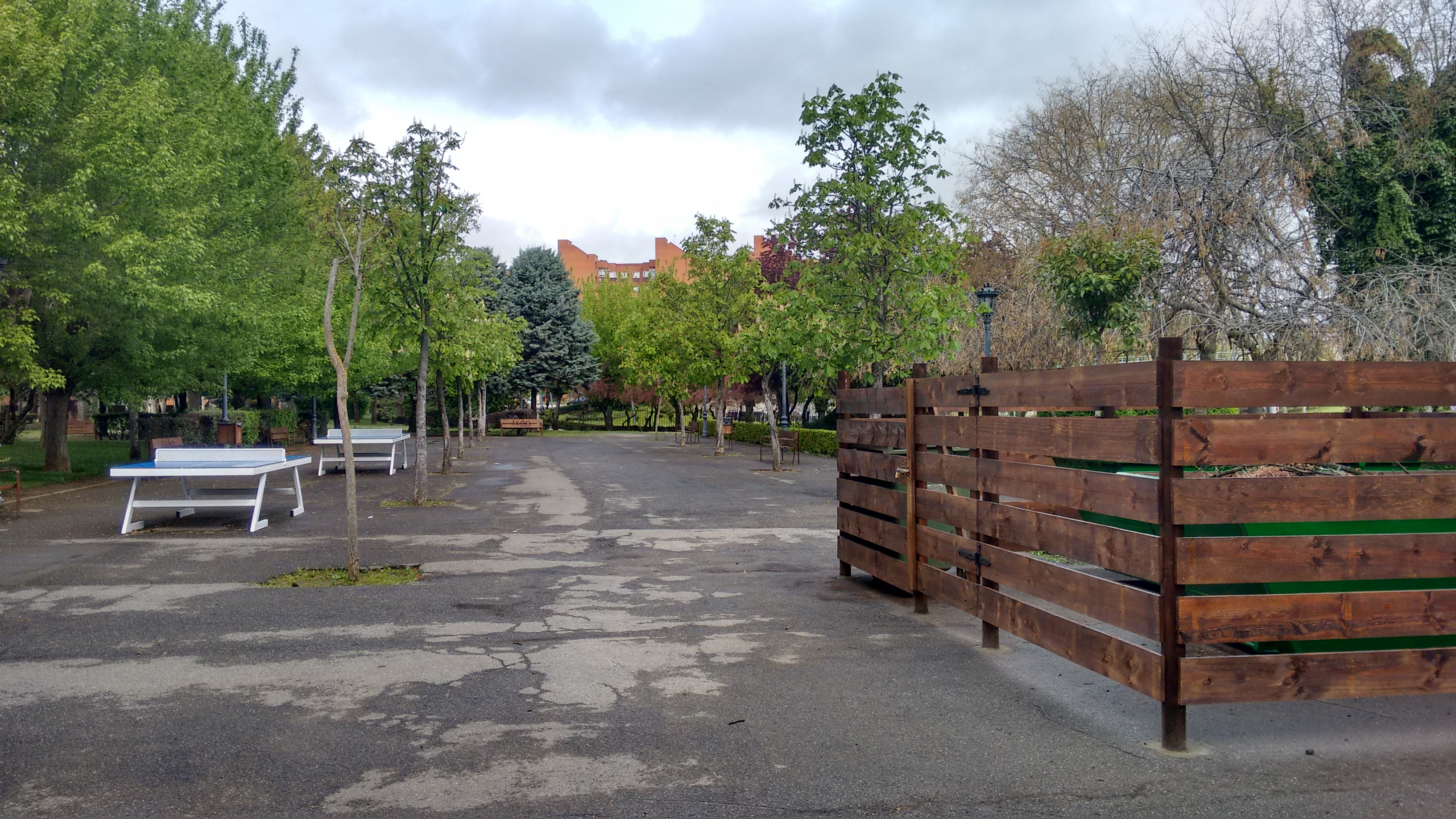
Zona de ocio y de acumulación de residuos vegetales

También se encuentra dentro de este parque, con entrada por la avenida de la Magdalena, un edificio de la asociación de vecinos Quevedo.
Dentro de la actuación llevada a cabo a principios del 2019 se han incorporado carteles nuevos donde se fijan dos posibles rutas circulares de 524 y 652 m respectivamente.

## Premios
2019 Green Flag Award

## Horario

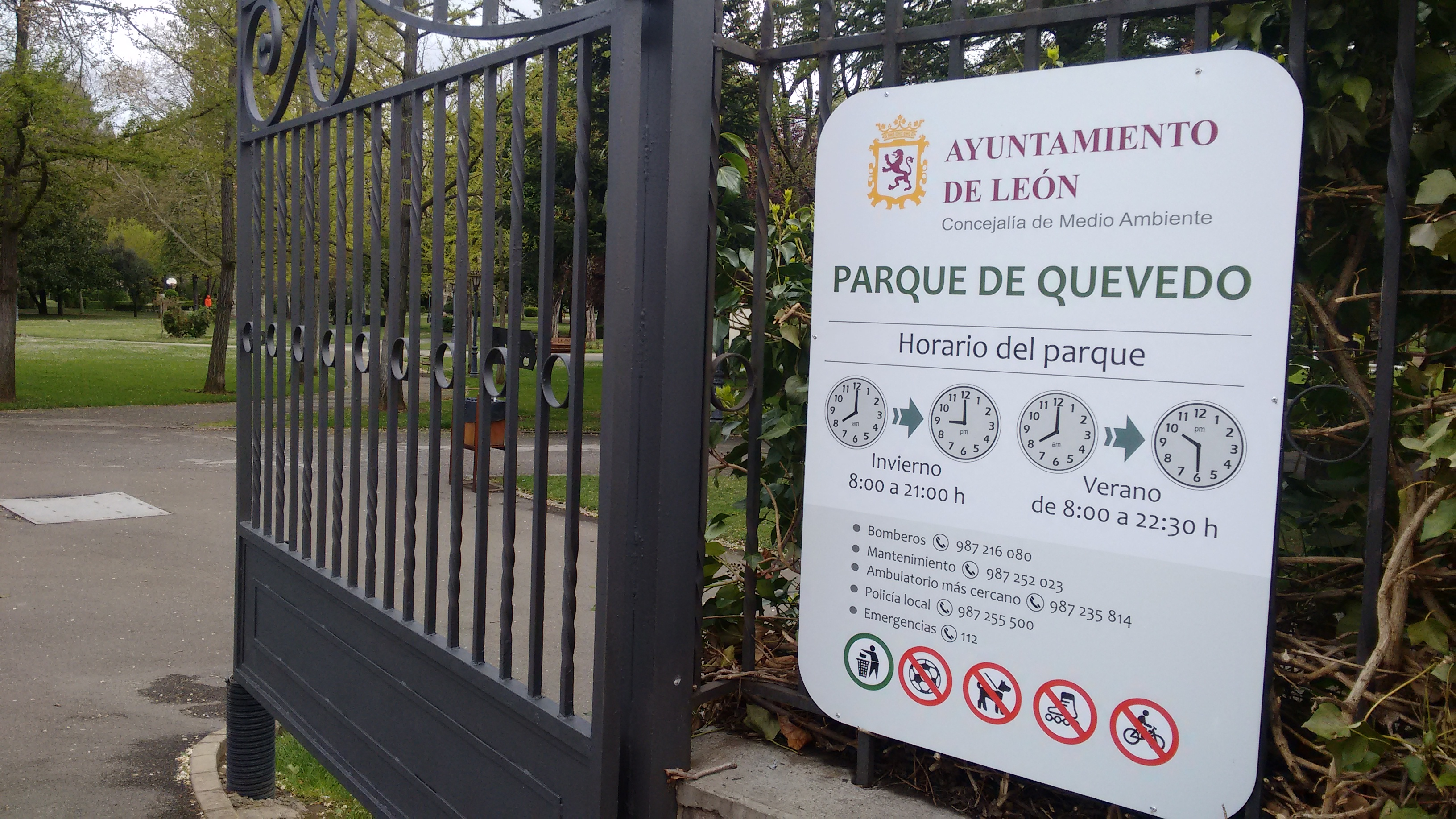
Cartel, situado en la entrada principal, con horarios, teléfonos de interés, recomendaciones y prohibiciones de acceso

- Invierno: de 8:00 a 21:00 horas
- Verano: de 8:00 a 22:30 horas